# Thrillers de Rapid City
Les Thrillers de Rapid City (en anglais : Rapid City Thrillers) sont une ancienne franchise américaine de basket-ball de la Continental Basketball Association. L'équipe était basée à Rapid City.

## Historique
L'équipe a existé entre 1984 et 1997, déménageant à 2 reprises. Fondée à Tampa, elle a ensuite vécu 8 ans à Rapid City dans le Dakota du Sud, avant de retourner en Floride à West Palm Beach. Après une saison blanche, la franchise retourna a Rapid City pour disputer une saison International Basketball Association (1998-99).

## Noms successifs
- 1984 - 1987 : Thrillers de Tampa Bay
- 1987 - 1995 : Thrillers de Rapid City
- 1995 - 1997 : Beach Dogs de la Floride
- 1997 - 1998 : équipe en sommeil
- 1998 - 1999 : Thrillers de Rapid City

## Ligues successives
- 1984 - 1997 : Continental Basketball Association
- 1998 - 1999 : International Basketball Association

## Palmarès
- Vainqueur de la CBA : 1985, 1986, 1987

## Entraîneurs successifs
- ? - ? :  Bill Musselman
- ? - ? :  Flip Saunders
- ? - ? :  Keith Fowler
- ? - ? :  Eric Musselman

## Joueurs célèbres ou marquants
- Manute Bol
- Constantin Popa